# 비삽입성교

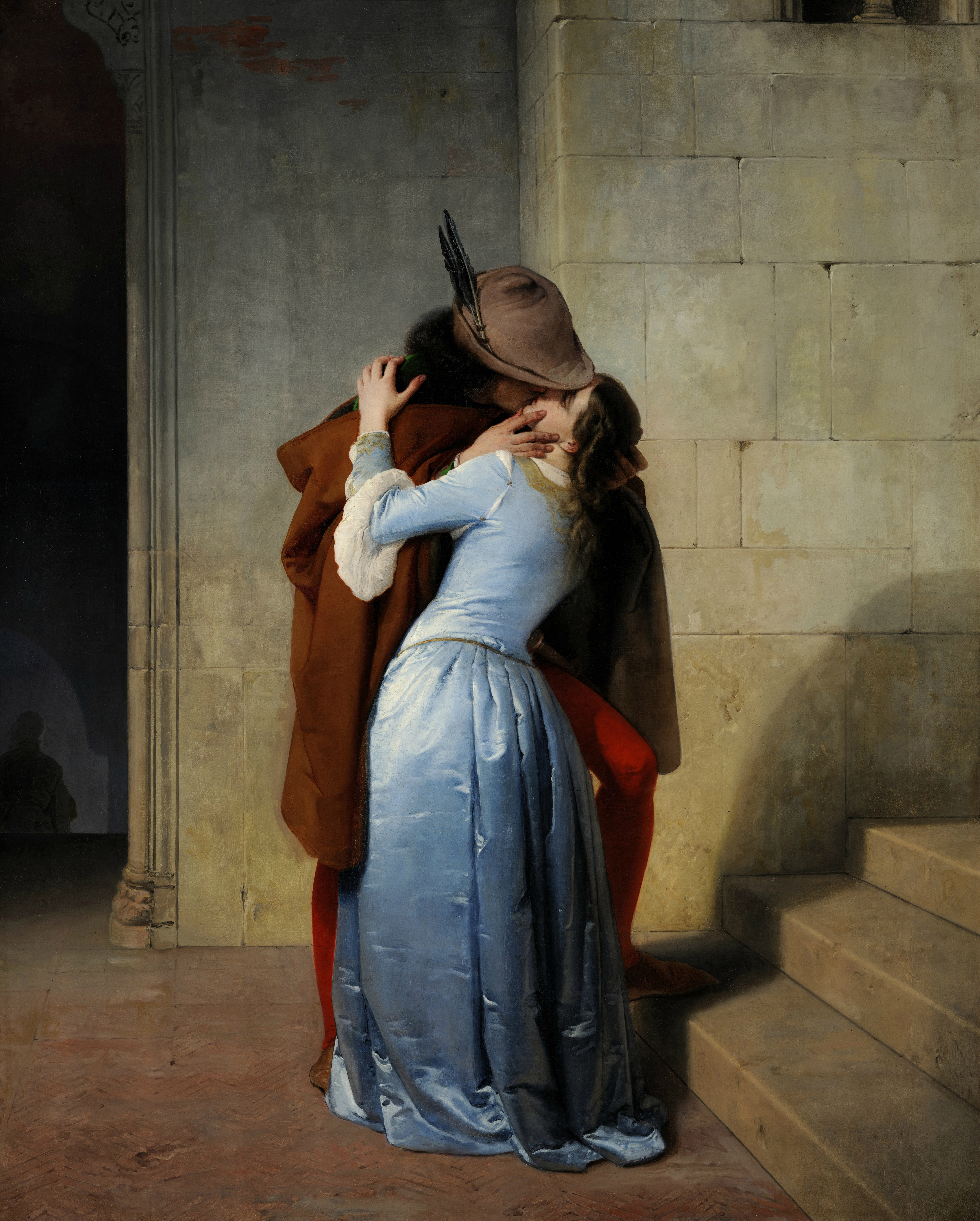
키스 (1859), 프란체스코 하예즈

비삽입성교(Non-penetrative sex)는 일반적으로 성적 삽입을 포함하지 않는 성행위이다. 일반적으로 질, 항문, 또는 구강성교의 삽입적 측면을 배제하지만, 프러타주, 수동 성교, 상호 자위, 입맞춤, 또는 포옹과 같은 다양한 형태의 성적 및 비성적 활동을 포함한다.
사람들은 전희의 한 형태나 주된 또는 선호되는 성행위로서 다양한 이유로 비삽입성교를 한다. 이성애 커플은 음경-질 삽입의 대안으로, 처녀성을 보존하기 위해, 또는 피임의 한 유형으로 비삽입성교를 할 수 있다. 동성 커플도 처녀성을 위해 비삽입성교를 할 수 있으며, 게이 남성은 항문 삽입의 대안으로 이를 사용한다.
성병(STIs)인 헤르페스, HPV, 사면발니 등은 비삽입적인 성기-성기 또는 성기-신체 성행위를 통해 전염될 수 있지만, 비삽입성교는 체액(STI 전파의 주된 원인) 교환 가능성이 적기 때문에 세이프 섹스의 한 형태로 사용될 수 있으며, 특히 순수하게 비삽입적인 측면에서는 더욱 그렇다.

## 정의 및 행위

### 일반
비삽입성교는 일반적으로 성적 삽입을 배제하는 것으로 정의되지만, 일부 비삽입성교 행위는 비삽입적 요소와 삽입적 요소를 모두 가질 수 있으며, 따라서 여전히 비삽입성교로 분류될 수 있다. 예를 들어, 성기의 구강 애무뿐만 아니라 음경의 입 삽입 또는 질의 구강 삽입을 포함할 수 있는 구강성교는 비삽입성교로 분류될 수 있다. 구강성교는 질 또는 항문 성교가 아니기 때문에 단순히 아우터코스로 간주될 수도 있다.

### 수동 성교

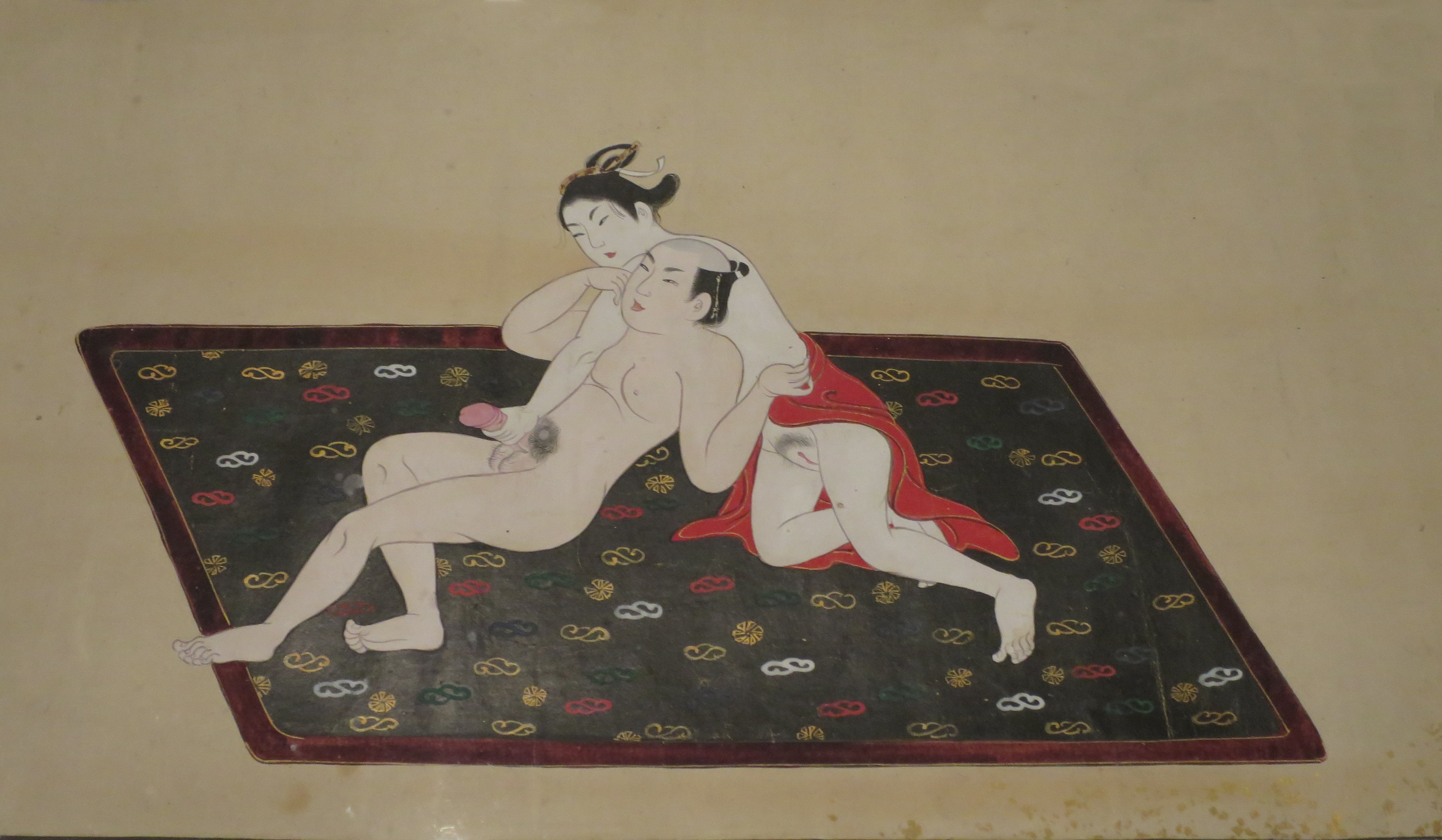
19세기 일본의 핸드잡을 묘사한 삽화

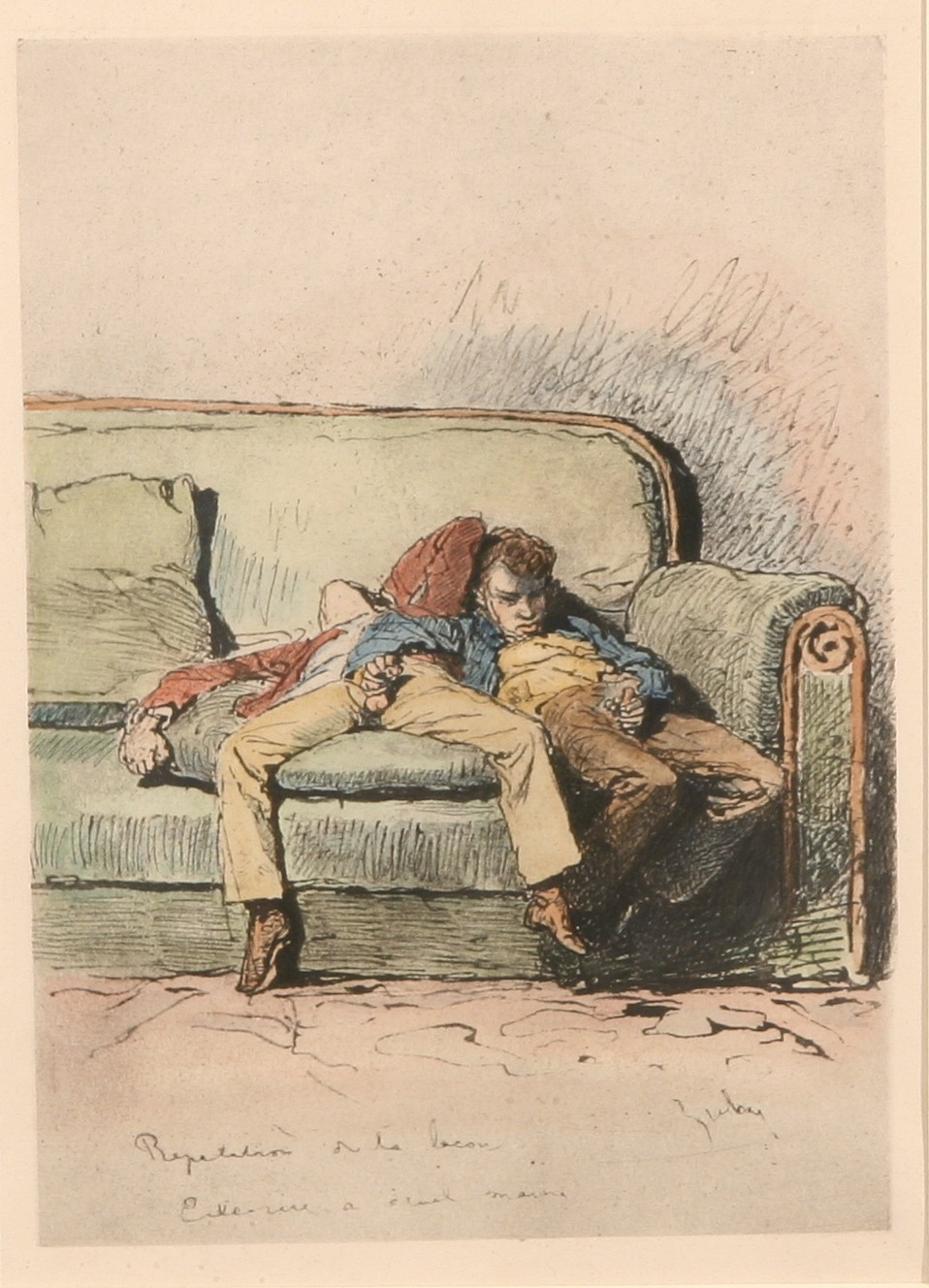
1880년 미하이 지치(Mihály Zichy)의 삽화로 젊은 남성들 사이의 상호 자위 묘사

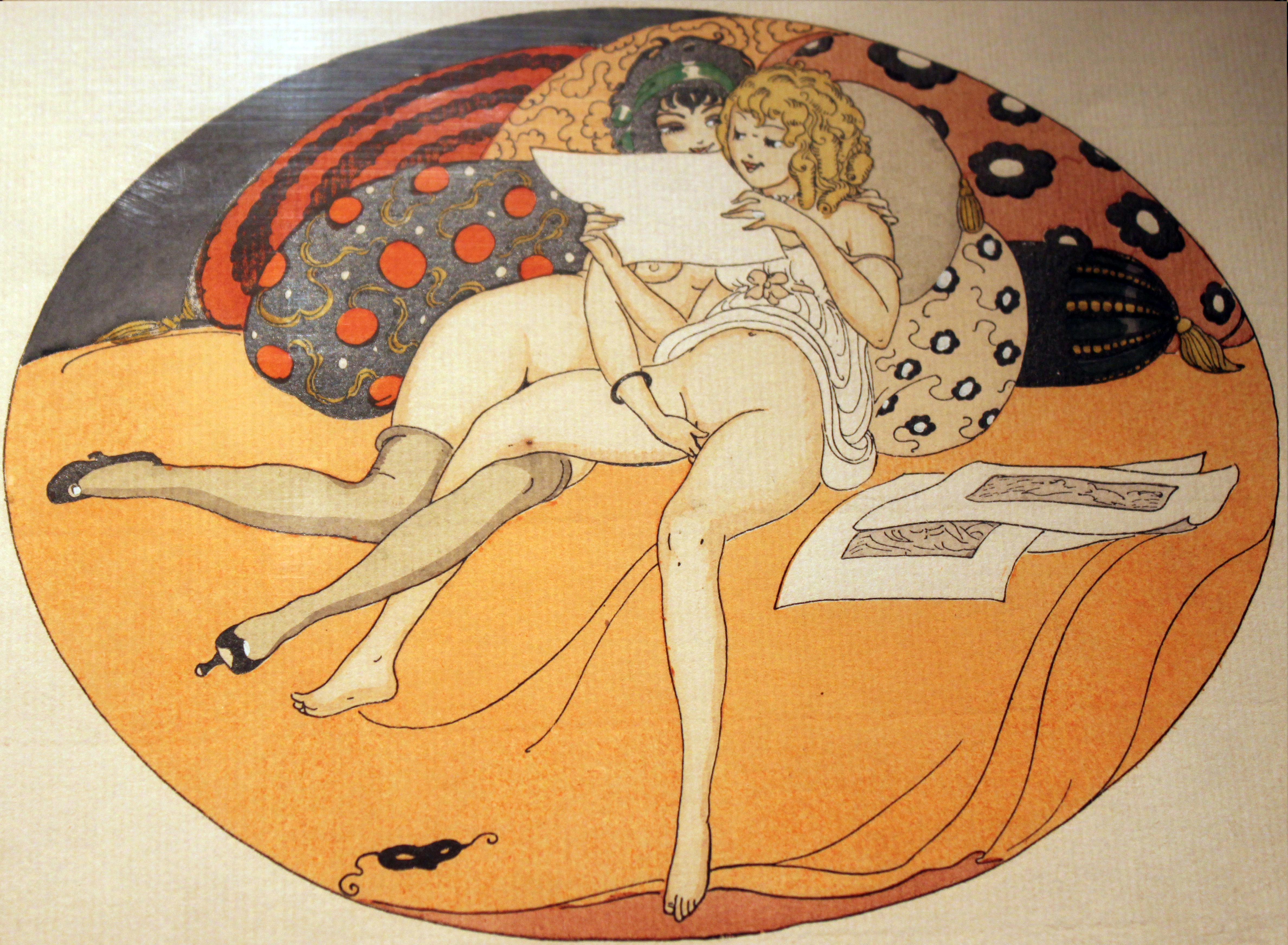
1925년 게르다 베게너의 삽화로 핑거링 묘사

수동 성교는 손이나 손가락을 사용하여 다른 사람의 성기를 자극하는 것이다. 수동 성교의 유형에는 핸드잡 (음경 또는 음낭의 수동 자극) 및 핑거링 (질, 음핵, 또는 외음부의 다른 부분의 수동 자극)이 포함된다. 다른 사람의 항문을 수동으로 자극하는 것(항문 핑거링)도 포함된다.
수동 성교는 전희로 사용되거나 그 자체로 신체적으로 친밀한 행위로 사용될 수 있다. 이는 한 파트너가 오르가슴을 느끼는 결과를 낳을 수 있다. 체액 교환이 없는 경우, 이는 세이프 섹스로 간주되며, 성병 감염 위험을 크게 줄인다.

### 상호 자위

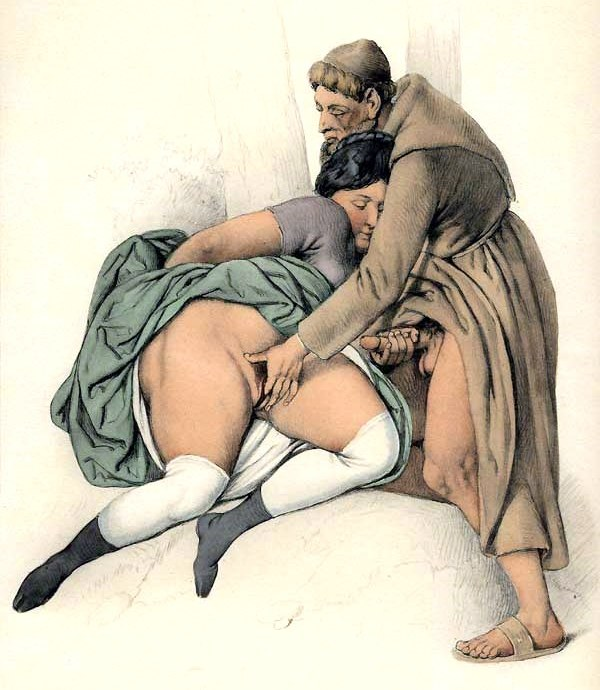
1840년 요한 네포무크 가이거가 서로의 성기를 만지며 상호 자위하는 커플을 묘사한 그림

상호 자위는 보통 2명 이상의 사람이 동시에 자위를 하거나 서로에게 수동 성교를 하는 것을 포함한다. 이는 참여자들이 어떤 삽입 성행위나 특정 삽입 성행위에 참여할 준비가 되어 있지 않거나, 신체적으로 할 수 없거나, 사회적으로 자유롭지 않거나, 의지가 없지만 여전히 상호 성적 활동에 참여하기를 원하는 상황에서 이루어질 수 있다.
상호 자위는 음경-질 삽입의 대안으로, 처녀성을 보존하거나 임신을 예방하는 데 사용될 수 있다.
오르가슴 또는 확장 오르가슴에 도달하기 위한 파트너 간의 수동 성기 애무에서, 두 사람 모두 한 사람에게 오르가슴을 생성하고 경험하는 데 집중한다. 일반적으로 한 사람은 바지를 벗고 누워 있고, 다른 파트너는 옆에 앉는다. 앉아 있는 파트너는 손과 손가락을 사용하여 파트너의 음경이나 음핵 및 다른 성기를 천천히 애무한다. 확장 오르가슴은 상호 자위 기술로서 일반적인 오르가슴으로 설명되거나 포함될 수 있는 것보다 더 강렬하고 광범위한 오르가슴 경험을 만들어내는 것으로 알려져 있다. 이는 전신적인 오르가슴과 몇 분에서 몇 시간 동안 지속되는 오르가슴을 포함한 다양한 감각을 포함한다.

### 순수 비삽입성교

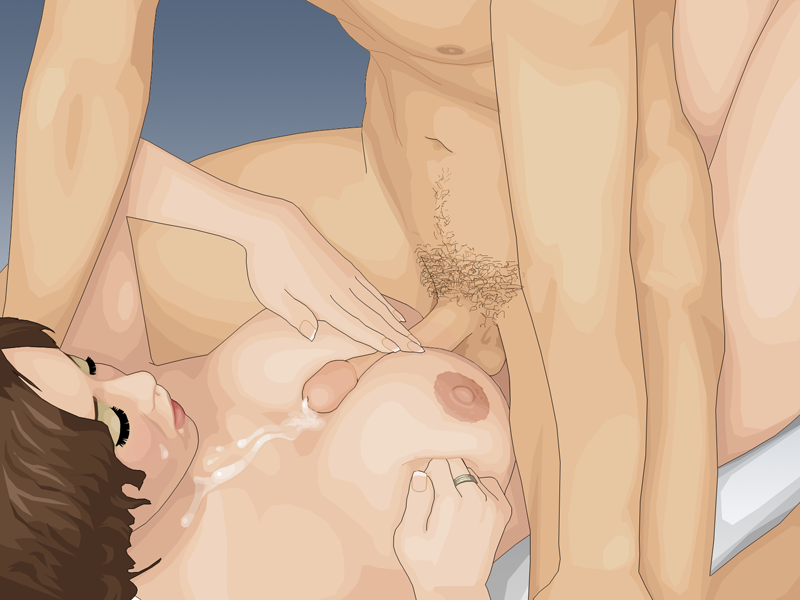
젖치기, 비삽입성교의 한 형태

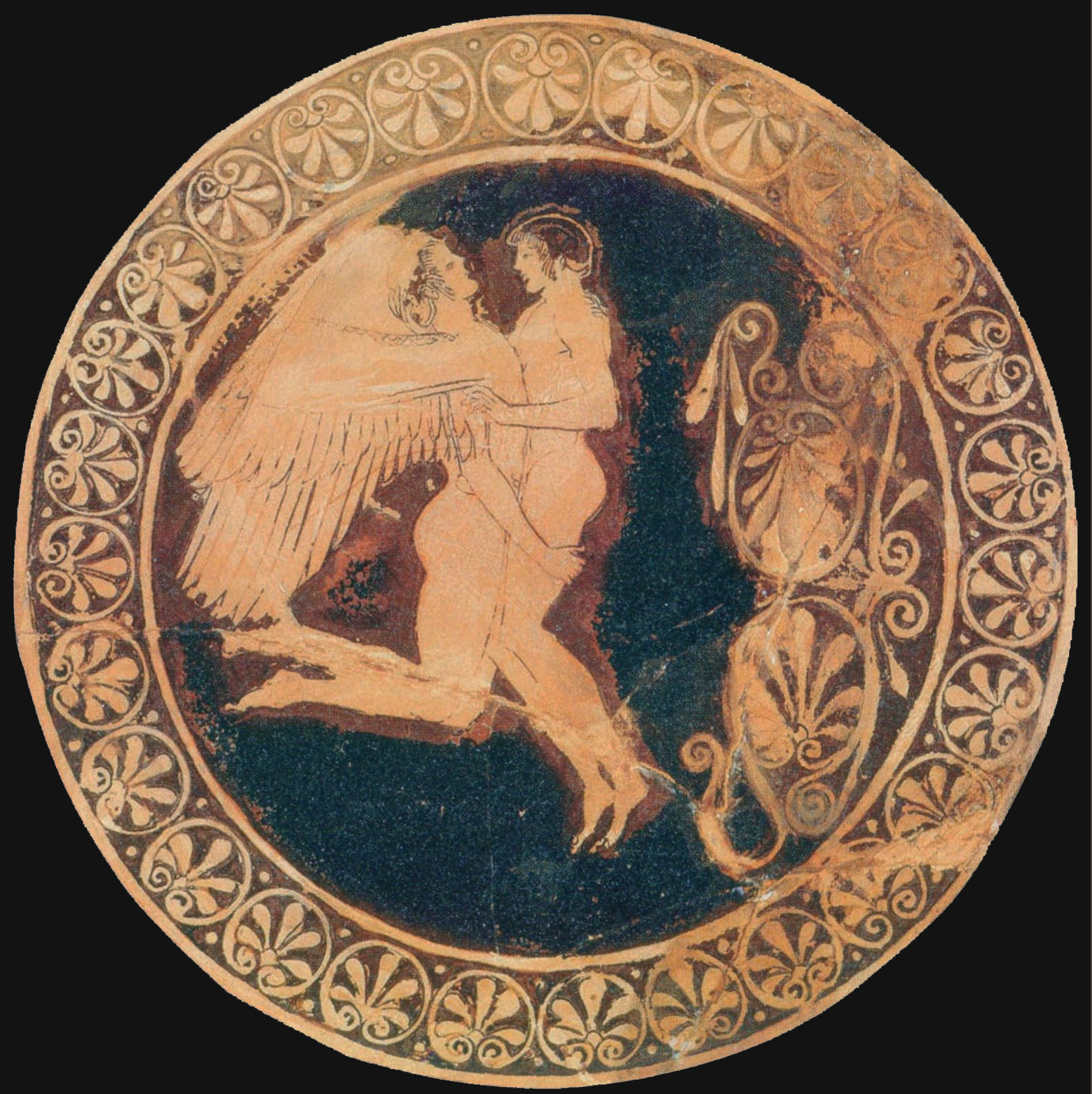
날개 달린 신 (에로스 또는 제피로스)과 청년(아마도 히아킨토스) 사이의 사타구니 성교를 묘사한 적색 인물 그리스 삽화

비삽입성교는 때때로 순수 비삽입 행위와 그렇지 않은 행위로 나눌 수 있다. 순수 비삽입 성행위에는 다음이 포함된다:
- 백파이핑: 음경이 다른 사람의 겨드랑이에 삽입되는 경우이다.[26][27][28]
- 에로 마사지: 쾌감과 이완을 위해 신체를 문지르는 행위. 이는 어떤 성별과 성적 지향을 가진 두 명 이상의 사람 사이에서 이루어질 수 있다. 오일 또는 단순히 개인의 손을 사용할 수 있다. 이는 또한 감각 마사지로도 알려져 있다.[29][30]
- 풋잡: 다른 사람의 발로 성기를 성적으로 자극하는 행위. 어떤 경우에는 발 페티시즘의 일부이다. 한 사람이 발로 음경을 감싸고 오르가슴에 도달할 때까지 애무한다. 음핵이 발로 자극되는 변형도 발생한다.[31]
- 프롯: 남성 간의 성기-성기 문지르기 행위이다.
- 핸드잡: 다른 사람의 음경을 수동으로 성적으로 자극하는 행위이다.
- 사타구니 성교: 음경을 다른 사람의 허벅지 사이에 넣고 자극하는 경우. 윤활제를 사용하여 음경이 허벅지 사이에서 더 자유롭게 움직일 수 있도록 할 수 있다.[32][33]
- 둔부간 성교: 엉덩이를 사용하여 음경을 자극하는 행위. 항문 삽입이 없다는 점에서 항문 성교와 다르다. 음경은 엉덩이 사이를 움직여 자극된다.[34]
- 입맞춤: 한 사람의 입술을 다른 사람의 입술에 대는 것은 성적 행위로 간주될 수 있으며, 특히 한 사람이 혀를 파트너의 입에 넣는 딥 키스(프렌치 키스)의 경우 더욱 그렇다. 키스는 신체의 다른 부분에서도 이루어질 수 있으며 일반적으로 전희의 일부이다.[35]

## 같이 보기
- 그룹 섹스
- 성교 체위
- 69체위
- 애무
- 삽입성교